# 680 Genoveva
680 Genoveva è un asteroide della fascia principale del diametro medio di circa 83,92 km. Scoperto nel 1909, presenta un'orbita caratterizzata da un semiasse maggiore pari a 3,1621520 UA e da un'eccentricità di 0,2820902, inclinata di 17,59342° rispetto all'eclittica.
Il suo nome fa riferimento a Genoveva, protagonista dell'omonima opera di Christian Friedrich Hebbel.